# Tito 2
Tito 2 é o segundo capítulo da Epístola a Tito, de autoria do Apóstolo Paulo, que faz parte do Novo Testamento da Bíblia.

## Estrutura
I. A sã doutrina e as boas obras
1. Instruções apostólicas adaptadas a várias classes
a) Acerca da atitude e do comportamento dos idosos, v. 2,3
b) Ensino adaptado a moços e moças, v. 4-6
c) Exortações a Tito acerca de seu exemplo pessoal, v. 7,8
d) Deveres dos escravos, v. 9,10
2. A oportunidade universal de salvação requer
a) Abnegação e piedade neste mundo, v. 11,12
b) Anseio pelo cumprimento da bendita esperança da vinda de Cristo, v. 13
c) Viver em santidade, v. 14
3. A importância de fazer valer estas verdades, v. 15